# Кровавый Санта (фильм)
«Кровавый Санта» (нидерл. Sint) — голландский мистический фильм ужасов, поставленный режиссёром Диком Масом и повествующий о Синтаклаасе, который выступает в роли кровожадного убийцы и охотника за детьми. Премьера фильма состоялась 31 октября 2010 года. Картина стала своего рода возвращением Дика Маса к жанру фильмов ужаса после длительного перерыва. Имеет возрастной ценз 16+. Слоган фильма: «В ночь полнолуния он не пощадит никого!».

## Сюжет
Легенда о святом Николае (в голландской версии — Синтаклаас), как о защитнике и покровителе детей, существует на протяжении многих веков. Фильм отображает его с другой стороны: настоящим маньяком, который в ночь на пятое декабря совершает ритуальные убийства. Каждое полнолуние, выпадающее на 5 декабря, он устраивает кровавую охоту на детей, и спастись от него практически невозможно. История рассказывает о группе людей, которые бросили вызов Синтаклаасу.
Фильм начинается с предыстории в которой 5 декабря 1492 года бандиты  под предводительством бывшего епископа Николаса, отлученного от церкви за казнокрадство и сколотившего впоследствии свою банду, убивали и грабили деревенских жителей. В один момент, разбойники были пойманы и в качестве казни — сожжены на корабле. После этих событий, они стали возвращаться, чтобы мстить каждого 5 декабря, которое совпадает с полнолунием. Бессменным атрибутом бывшего епископа является посох, который используется в качестве оружия. Спустя годы, общество позабыло легенду и ежегодно празднует эту дату как День Синтаклааса — доброго покровителя детей. Последний раз банда призраков совершала преступления в 1968 году. Погибли сотни людей, включая всю семью маленького мальчика, Гурта Хукстры, которому удалось выжить. Власти, равно как и Римско-Католическая церковь, замалчивают инциденты, чтобы скрыть возможную причастность епископа Николаса к преступлениям.
Поскольку очередное полнолуние попадает на 5 декабря 2010 года, Goert Hoekstra, который теперь занимает пост шефа-полиции Амстердама, рекомендует запретить все виды мероприятий на этот день. Впоследствии он оказывается прав и призрачная банда, вернувшись, убивает сотни людей. Хотя бандиты и неуязвимы для пуль, они окончательно были изгнаны с помощью огня.

## В ролях
| Актёр            | Роль         |
| ---------------- | ------------ |
| Эдберт Ян Вебер  | Франк        |
| Берт Люппес      | Гурт Хукстра |
| Каро Ленссен     | Лиза         |
| Хюб Стапел       | Синтаклаас   |
| Эсха Танихату    | Софи         |
| Яп Спейкерс      | шеф полиции  |
| Барбара Сарафьян | мать Франка  |
| Синтия Абма      | мать Лизы    |

## Финансовая сторона фильма
В Нидерландах фильм собрал 1 516 637 евро, из них в первый уик-энд 697 149 евро. При этом бюджет фильма составил около 4 млн евро. Мировая премьера состоялась 31 октября 2010 года. В общей сложности показы прошли в 31 стране.

## Скандал
После выхода фильма в прокат его рекламный постер оказался в центре скандала. Организации обеспокоенных родителей бойкотировали постер, который отображал «зомби Синтеклааса». Это противоречит традиционному дружественному образу Синтеклааса в сознании нидерландцев. Голландский режиссёр Йохан Нийенхейс стал представителем движения, которое обратилось в суд, утверждая, что плакат может испортить традиционный праздник и травмировать маленьких детей. Впоследствии судебный иск был оставлен без удовлетворения.

## Награды и номинации

### Награды
- Премия Золотой фильм 2010 (Golden Film 2010)[5]
- Премия Krant Filmposter Award 2010 (недоступная ссылка)
  - Лучший постер к фильму (4 января 2011 года)[6]